# 워드큰귀박쥐
워드큰귀박쥐(Plecotus wardi)는 애기박쥐과에 속하는 박쥐의 일종이다.

## 특징
중형 크기의 박쥐로 큰 귀와 아주 무성한 털을 갖고 있다. 윗 부분 갈색을 아랫 부분은 흰색을 띤다. 얼굴과 목은 듬성듬성 짧은 털로 덮여 있다. 꼬리 비막은 털이 없거나 가는 털로 덮여 있다. 털 색깔은 일부 다양한 색을 띤다. 카라코람에 서식하는 종들은 등 쪽이 진한 갈색을 띤다. 히말라야의 우타라칸드 개체군은 황금색 반점과 함께 밝은 갈색으로 이루어져 있으며, 힌두 쿠쉬의 하자라 개체군은 갈색-회색 털을 갖고 있다.

## 분포
힌두 쿠쉬, 카라코람 산맥 그리고 파키스탄의 히말라야 산맥, 인도 북서부와 네팔에서 발견된다. 해발 1700~3600m 높이에서 발견되었지만, 완전히 확실한 정보는 아니다.

## 분류
처음에는 별도의 종으로 기술되었고 나중에 회색긴귀박쥐( P. austriacus ) 또는 토끼박쥐( P. auritus )의 아종으로 간주되었지만, 최근에는 다시 별도의 종으로 기술된다.